# I Love (EP)
I Love è il settimo EP (quinto in lingua coreana) del girl group sudcoreano (G)I-dle, pubblicato nel 2022.

## Tracce
1. Nxde – 2:58
2. Love – 3:17
3. Change – 3:24
4. Reset – 3:02
5. Sculpture (조각품) – 3:06
6. Dark (X-File) – 2:45